# Майра Жангелова
Жангелова Майра Бельгібаївна (1940, м. Зайсан, Східноказахстанська область) — доктор медичних наук, професор Казахського національного медичного університету, Республіки Казахстан.

## Із біографії
1964 року закінчила лікувальний факультет Семипалатинського державного медичного інституту (зараз – Семипалатинська державна медична академія), де залишилася працювати асистентом кафедри біохімії.
1966 року – аспірантка кафедри біохімії Харківського національного медичного університету.
1968 року захистила кандидатську дисертацію.
1975-1981 - старший науковий співробітник, завідувачка лабораторії Карагандинського медичного інституту (зараз – Медичний університет Караганди).
1988 року захистила докторську дисертацію з теми «Посередницькі процеси в легенях».
1981-1989 – доцент, професор Семипалатинської державної медичної академії.
1989-2011 рр. займала посаду завідувачки кафедрою клінічної лабораторної діагностики Медичного університету міста Семей.
2007-2011 рр.  – президент Асоціації щодо підтримки та розвитку лабораторної служби Республіки Казахстан.

## Наукові досягнення
Учасник близько 50 наукових конференцій, конгресів.
Автор підручника «Клінічна лабораторна діагностика», 17 навчально-методичних пособників, 150 наукових статей, 50 наукових публікацій, двох патентів (у співавторстві).

### Визнання
- Почесна професорка Семипалатинської державної медичної академії.
- Спеціаліст клінічної лабораторної діагностики вищої кваліфікаційної категорії.
- Член Російської Асоціації спеціалістів клінічної лабораторної діагностики.
- Член Казахстанської Асоціації медичної лабораторної діагностики.
- Переможниця конкурсу «Кращий учитель КазНМУ ім. С. Асфендіярова».
- Заслужений діяч Казахстану
- Народний депутат Верховної Ради Казахської ССР (1990-1995 рр).

### Нагородження
- Медаль «Ветеран праці»
- Медаль «20 років незалежності РК»
- Почесні грамоти: Міністерства охорони здоров’я, Уряду й Верховної Ради РК.
- Нагрудний знак «Алтын Дәрігер» - вища нагорода Національної Медичної Асоціації.
- Значок «Відміннику охорони здоров’я» (СРСР)